# 知能
知能（ちのう、英: Intelligence）は多くの方法で定義されてきた。それは、抽象化、論理性、理解、自己認識、学習、心の知能指数、理性、企画、創造性、批判的思考、問題解決の能力である。また、情報を知覚または推論し、それを知識として保持し、環境や文脈の中で適応行動に適用する能力として説明することができる。
この用語は1900年代初頭に注目を集めるようになった。ほとんどの心理学者は、知能が様々な領域や能力に分けられると考えている。
知能は長年にわたってヒトにおいて、そして多くの分野にわたって研究されてきた。また、動物の認知においても観察されている。一部の研究者は植物が知能の形態を示すと示唆しているが、これは依然として議論の的となっている。
コンピュータやその他の機械における知能は人工知能と呼ばれる。

## 語源
「intelligence」という単語はラテン語の名詞「intelligentia」または「intellectus」に由来し、これらは理解または知覚することを意味する動詞「intelligere」から派生している。中世において、「intellectus」という単語はギリシャ哲学用語「nous」の翻訳として、理解を表す学術的な専門用語となった。しかし、この用語は、魂の不滅性の理論や能動知性（能動知能としても知られる）の概念を含む、目的論的なスコラ学の形而上学的および宇宙論的理論と強く結びついていた。この自然研究へのアプローチは、近世哲学者であるフランシス・ベーコン、トマス・ホッブズ、ジョン・ロック、デイヴィッド・ヒュームらによって強く否定され、彼らは英語の哲学著作において「intellectus」や「intelligence」の代わりに「understanding」を好んだ。例えばホッブズは、ラテン語の著作『物体論』において、論理的な不条理の典型的な例として「intellectus intelligit」を使用し、英語版では「the understanding understandeth」と訳されている。したがって「intelligence」は英語圏の哲学では使用頻度が低下したが、後にそれが含意するスコラ学的理論とともに、より現代的な心理学で取り上げられるようになった。

## 定義
知能をどのように定義するかについては議論がある。学者たちはその構成要素となる能力を様々な方法で説明し、知能を定量化可能なものとして捉える程度も異なる。
アメリカ心理学会の科学問題委員会が1995年に発表した『知能：既知と未知』という合意報告書では、以下のように述べている。
心理学者や学習研究者らも、以下のような知能の定義を提案している：
| 研究者                                        | 引用 |
| --------------------------------------------- | --- |
| アルフレッド・ビネー                          | 判断力、あるいは「良識」「実践的感覚」「率先性」、状況に適応する能力...自己批判 |
| デイヴィッド・ウェクスラー                    | 個人が目的を持って行動し、合理的に考え、環境に効果的に対処する総合的または全体的能力 |
| ロイド・ハンフリーズ                          | 「...情報と概念的スキルを獲得し、記憶に保存し、検索し、組み合わせ、比較し、新しい文脈で使用するプロセスの結果」 |
| ハワード・ガードナー                          | 私の考えでは、人間の知的能力は問題解決のスキルの集合を含まなければならない—それは個人が遭遇する本物の問題や困難を解決し、適切な場合には効果的な成果物を作り出すことを可能にし、また問題を発見または創造する可能性も含まなければならない—そしてそれによって新しい知識の獲得のための基礎を築くものである |
| ロバート・スタンバーグ & ウィリアム・ソルター | 目標志向の適応行動 |
| ルーベン・フォイヤーシュタイン                | 構造的認知修正可能性理論は、知能を「人間が生活状況の変化する要求に適応するために認知機能の構造を変更または修正する固有の傾向」として説明している |
| シェーン・レッグ & マーカス・ハッター         | 心理学、哲学、AI研究者からの70以上の定義の統合：「知能は幅広い環境で目標を達成する能力を測定する」、これは数学的に形式化されている |
| アレクサンダー・ウィスナー＝グロス            | F = T ∇ S{\displaystyle _{\tau }} 「知能は、将来の行動の自由を最大化するように作用する力Fである。それは、ある強さTで、可能なアクセス可能な未来の多様性Sを、ある将来の時間地平τまで最大化する、つまり選択肢を開いておくように作用する。簡単に言えば、知能は罠に掛かることを好まない」                   |

## ヒト
ヒトの知能は、複雑な認識的能力と高い水準の動機づけと自己認識によって特徴付けられる、ヒトの知的能力である。知能はヒトに、物事の記述を記憶し、それらの記述を将来の行動で使用する能力を与える。それはヒトに学習、概念形成、理解、理性的思考の認知能力を与え、これにはパターン認識、革新、企画、問題解決、コミュニケーションのための言語の使用の能力が含まれる。これらの認知能力は、流動性知能と結晶性知能や統一キャッテル・ホーン・キャロルモデルのような枠組みに整理することができ、これには流動的推論、知覚速度、言語能力などが含まれる。
知能は学習とは異なる。学習とは、事実や情報または能力を保持し、将来の使用のためにそれらを思い出すことができることを指す。一方、知能は、これらおよび他のプロセスを実行する認知能力である。

### 知能指数（IQ）
心理測定による知能の定量化の試みは様々になされてきた。その中でも特に重要なのは、20世紀初頭に知的障害のある子どもをスクリーニングするために最初に開発された様々な知能指数（IQ）検査である。時間とともにIQ検査はより広く普及し、移民、軍の新兵、求職者のスクリーニングに使用されるようになった。検査が普及するにつれ、IQ検査がすべての人間が持つ基本的で不変の属性を測定するという信念が広まった。
IQが人間一人一人が持つ基本的な質を測定するという考えを推進した影響力のある理論は、一般知能、またはg因子の理論である。g因子は、個人の様々な認知検査での得点間に観察される相関を要約する構成概念である。
今日、ほとんどの心理学者は、IQが人間の知能、特に学業の文脈で成功する能力の少なくとも一部の側面を測定することに同意している。しかし、多くの心理学者は、知能全体の尺度としてのIQ検査の妥当性に疑問を投げかけている。
IQの遺伝性、つまり個人間のIQ検査成績の差異がどの程度遺伝学的または自然環境的要因によって説明されるかについては議論がある。科学的合意は、遺伝学は人種集団間のIQ検査成績の平均的な差異を説明しないというものである。

### 感情的知能
感情的知能は、感情を他者に理解可能な方法で伝える能力と、他者の感情を正確に読み取る能力であると考えられている。一部の理論では、高い感情的知能は、正確性に加えて感情の生成と処理の速度を上げる可能性も示唆している。さらに、高い感情的知能は感情を管理するのに役立ち、これは問題解決能力にとって有益であると考えられている。感情的知能はメンタルヘルスにとって重要であり、社会的知能との関連がある。

### 社会的知能
社会的知能は、社会的状況における社会的手がかりと他者および自己の動機を理解する能力である。これは他の種類の知能とは異なるものと考えられているが、感情的知能との関連がある。社会的知能は、他者に対する判断の仕方、その正確さ、なぜある人が肯定的または否定的な社会的性格を持つとみなされるのかに焦点を当てた他の研究と重なり合っている。これらの研究と社会的知能が同じ理論から来ているのか、それとも両者の間に区別があるのかについては議論があり、一般的に異なる思想学派に属すると考えられている。

### 道徳的知能
道徳的知能は、正しいことと間違っていることを理解し、正しいと信じる価値に基づいて行動する能力である。これは感情的知能と認知的知能の両方から独立した、異なる形態の知能と考えられている。

### ブックスマートとストリートスマート
「ブックスマート」と「ストリートスマート」の概念は、学問的研究を通じて知識を得ているが、その知識を賢明に適用する経験が不足している人々と、実践的経験を通じて知識を得ているが、その知識を効果的に適用するために通常研究を通じて得られる正確な情報が不足している人々という対照的な見方に基づいている。人工知能の研究者であるヘクター・レベスクは以下のように述べている。

## 非ヒト動物

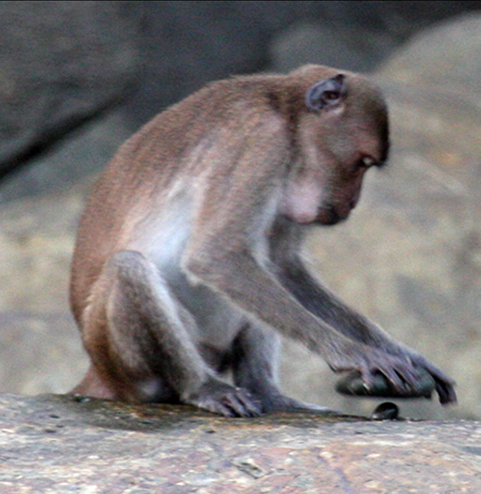
石器を使用するカニクイザル

人間が知能研究の主な焦点であったが、科学者たちは動物の知能、あるいはより広く動物の認知についても研究を試みてきた。これらの研究者たちは、特定の種における精神能力の研究と、種間での能力の比較の両方に関心を持っている。彼らは問題解決の様々な指標と同様に、数的および言語的推論能力を研究している。課題としては、種を超えて同じ意味を持つように知能を定義すること、および種と文脈を超えて精神能力を正確に比較する操作的定義を行うことが挙げられる。
ヴォルフガング・ケーラーの類人猿の知能に関する研究はこの分野の研究の一例であり、スタンリー・コーレンの著書『犬の知能』も同様である。知能に関して特に注目され研究されている非ヒト動物には、チンパンジー、ボノボ（特に言語を使用するカンジ）やその他のヒト科、イルカ、ゾウ、ある程度オウム目、ラット、ワタリガラスが含まれる。
頭足類の知能は重要な比較研究を提供する。頭足類は著しい知能の特徴を示すように見えるが、その神経系は脊椎動物のものとは根本的に異なる。哺乳類、鳥類、爬虫類、魚類などの脊椎動物は、種によって異なる比較的高度な知能を示している。節足動物でも同様である。

### 非ヒトにおけるg因子
一般知能因子の証拠は非ヒト動物でも観察されている。最初にヒトで記述されたg因子は、その後多くの非ヒト種でも同定されている。
認知能力と知能は、人間用に開発された言語に大きく依存する尺度を使って測定することはできない。代わりに、知能はイノベーション、習慣の逆転、社会的学習理論、新奇性への反応に焦点を当てた様々な対話的および観察的ツールを使用して測定される。研究によると、g因子は霊長目の認知能力測定における個体差の47%、ハツカネズミでは55%から60%の分散を説明している（ロクルト、ロクルト）。これらの値は、ヒトにおいてg因子が説明する知能指数の分散（40-50%）と同様である。

## 植物
植物は、外部および内部環境を感知し、モデル化し、自己保存と繁殖を確実にするために形態、生理、表現型を適宜調整する能力に基づいて、知能を持つものとして分類されるべきだという主張がある。
反論としては、知能は一般的に、学習を伴わない計算とは異なり、持続的な記憶の創造と使用を含むものとして理解されているというものがある。これを知能の決定的な要素として受け入れるならば、「機械学習」が可能なロボットの人工知能は含まれるが、多くの植物で観察できる純粋に自律的な感覚-反応の反応は除外される。しかし、植物は自動的な感覚運動反応に限定されておらず、肯定的および否定的な経験を区別し、過去の経験から「学習」（記憶を登録）することができる。また、植物はコミュニケーションを行い、状況を正確に計算し、洗練された費用便益分析を使用し、多様な環境ストレスを緩和し制御するために厳密に制御された行動をとることができる。

## 人工
人工知能を研究する学者たちは、機械が示す知能を含む知能の定義を提案している。これらの定義の一部は、人間や他の動物の知能も包含するのに十分な一般性を持つことを意図している。知的エージェントは、環境を認識し、成功の可能性を最大化する行動をとるシステムとして定義することができる。アンドレアス・カプランとハーンラインは人工知能を「外部データを正しく解釈し、そのようなデータから学習し、柔軟な適応を通じて特定の目標とタスクを達成するためにそれらの学習を使用するシステムの能力」と定義している。人工知能の進歩は、ゲームからタンパク質の折りたたみのような実用的なタスクまでの様々なベンチマークで実証することができる。既存のAIは、「広範なタスクを遂行する方法を学習する能力」として時々定義される一般知能の点で人間に遅れを取っている。
数学者のオーレ・ヘーグストロムは、知能を「最適化能力」の観点から定義し、これはエージェントの選好に従って世界の効率的な領域横断的な数理最適化を行う能力、あるいはより単純に「未来を選好順序の中で高くランク付けされた可能性の領域に導く」能力として説明している。この最適化の枠組みでは、ディープ・ブルーは、ガルリ・カスパロフが未来を別の方向に導こうとする試みにもかかわらず、「チェス盤の未来を『勝利』とラベル付けされた可能性の部分空間に導く」力を持っている。ハッターとレッグは、文献を調査した後、知能を「幅広い環境で目標を達成するエージェントの能力」と定義している。認知能力は時として1次元のパラメータとして測定されるが、異なる知的タスクに長けたシステムを比較するために、「多次元空間における超曲面」として表現することもできる。一部の懐疑論者は、「単に自分たち自身を指し示す」以外に、知能を定義する意味のある方法はないと考えている。